# Suginami
Suginami (jap. 杉並区 Suginami-ku) – jeden z 23 specjalnych okręgów (dzielnic) japońskiej stolicy, Tokio. Ma powierzchnię 34,06 km². W 2020 r. mieszkało w nim 592 241 osób, w 336 954 gospodarstwach domowych  (w 2010 r. 549 723 osoby, w 302 910 gospodarstwach domowych).